# کولسنیکوف ۱۴۳۵۴
سیارک ۱۴۳۵۴ (به انگلیسی: 14354 Kolesnikov، نامگذاری:1987QX7) چهارده هزار و سیصد و پنجاه و چهارمین سیارک کشف شده‌است که در ۲۱ اوت ۱۹۸۷ کشف شد.
قدر مطلق سیارک برابر ۲۹.۵ است.